# Капу-Піскулуй (Годень, Арджеш)
Капу-Піскулуй (рум. Capu Piscului) — село у повіті Арджеш в Румунії. Входить до складу комуни Годень.
Село розташоване на відстані 120 км на північний захід від Бухареста, 36 км на північ від Пітешть, 132 км на північний схід від Крайови, 72 км на південний захід від Брашова.

## Населення
За даними перепису населення 2002 року у селі проживали 1117 осіб, усі — румуни. Усі жителі села рідною мовою назвали румунську.